# پتینیو
پتینیو (به ایتالیایی: Pettineo) یک کومونه در ایتالیا است که در استان مسینا واقع شده‌است.

## خصوصیات
پتینیو ۳۰٫۵ کیلومترمربع مساحت و ۱٬۵۰۲ نفر جمعیت دارد.